# 班·卡定
班傑明·路易斯·「班」·卡定（英語：Benjamin Louis "Ben" Cardin；1943年10月5日—），是一位民主黨籍的美国政治人物，2007年起擔任马里兰州美國參議院議員。此前他從未輸過一次選舉，在1987年到2007年期間擔任美國眾議院馬里蘭州第三國會選區擔任眾議員和1967年到1987年期間擔任馬里蘭州眾議院眾議員，其中1979年至1987年同時為馬里蘭州眾議院議長，是馬里蘭州史上最年輕的議長。
卡定在2006年美國參議院議員選舉中以54%比44%選票擊敗共和黨籍時任馬里蘭州副州長邁克爾·斯蒂爾成功繼承保羅·薩班斯的議席，並在2012年的選舉以55%選票連任。他會在芭芭拉·米庫斯基退休後成為資深參議員。2023年9月27日，班·卡定出任美国参议院外交委员会主席。

## 延伸閱讀
- Background and collected news at The Washington Post
- 美國國會國家人物傳記大辭典中的傳記
- 由華盛頓郵報維護的投票記錄
- 智慧投票计划中的傳記、投票紀錄及利益集團評級
- Congressional profile at GovTrack
- Congressional profile at OpenCongress
- Issue positions and quotes at On the Issues
- Financial information at OpenSecrets.org
- Staff salaries, trips and personal finance at LegiStorm.com
- 聯邦選舉委員會中的競選財務報告和數據
- Appearances on C-SPAN programs
- 網路電影資料庫上的亮相頁面
- Collected news and commentary at The New York Times
- Works by or about 班·卡定 in libraries (WorldCat catalog)
- Profile at Ballotpedia

## 外部連結
- 班·卡定 （页面存档备份，存于）參議院官方網站
- 班·卡定參議員競選網站 （页面存档备份，存于）
- 中的“班·卡定”

| 马里兰州众议院              | 马里兰州众议院                                                               | 马里兰州众议院               |
| --------------------------- | ---------------------------------------------------------------------------- | ---------------------------- |
| 前任者： 約翰·漢森·布里斯科 | 馬里蘭州眾議院議長 1979年－1987年                                            | 繼任者： 克萊頓·米切爾       |
| 美国众议院                  |                                                                              |                              |
| 前任者： 芭芭拉·米庫斯基    | 馬里蘭州第三國會選區 眾議院議員 1987年－2007年                               | 繼任者： 約翰·薩班斯         |
| 政党职务                    |                                                                              |                              |
| 前任者： 保羅·薩班斯        | 美國參議員馬里蘭州民主黨被提名人 （第1類） 2006年、2012年、2018年            | 繼任者： 安杰拉·奥索布鲁克斯 |
| 美国参议院                  |                                                                              |                              |
| 前任者： 保羅·薩班斯        | 馬里蘭州第1類參議員 2007年－2025年 與芭芭拉·米庫斯基、克里斯·范·荷倫同時在任 | 繼任者： 安杰拉·奥索布鲁克斯 |
| 前任者： 阿爾賽·黑斯廷斯    | 赫爾辛基聯合委員會主席 2009年－2011年                                        | 繼任者： 克里斯·史密斯       |
| 前任者： 克里斯·史密斯      | 赫爾辛基聯合委員會主席 2013年－2015年                                        | 繼任者： 克里斯·史密斯       |
| 前任者： 吉姆·里施          | 参议院小型商业与企业委员会高阶委员 2015                                      | 繼任者： 珍妮·沙欣           |
| 前任者： 羅伯特·曼南德茲    | 参议院外交委员会高阶委员 2015–2018                                           | 繼任者： 羅伯特·曼南德茲     |
| 前任者： 珍妮·沙欣          | 参议院小型商业与企业委员会高阶委员 2018–2021                                 | 繼任者： 馬可·魯比歐         |
| 前任者： 馬可·魯比歐        | 参议院小型商业与企业委员会主席 2021—2023                                     | 繼任者： 珍妮·沙欣           |
| 前任者： 阿爾賽·黑斯廷斯    | 赫爾辛基聯合委員會主席 2021—2023                                             | 繼任者： 乔·威尔森           |
| 前任者： 羅伯特·曼南德茲    | 参议院外交委员会主席 2023－2025                                              | 繼任者： 吉姆·里施           |